# Contea di Zhao'an
La contea di Zhao'an (诏安县S, Zhào'ānP) è una contea della Cina, situata nella provincia del Fujian.